# 达则错
达则错（藏語：སྟག་རྩེ་མཚོ།，藏语拼音：Dagzê Co），又名达克次湖、达格济错，藏语意为虎顶湖，位于西藏那曲地区尼玛县的一个断陷盆地内，北纬31度49分~31度59分、东经87度25分~87度39分，羌塘高原北部。
达则错长21.1公里，最大宽16.9公里，平均宽11.60公里，面积244.7平方公里。湖面海拔4459米，水深31.7米，湖水湛蓝，湖心透明度达7.2米。东西两岸地势平缓开阔，南北岸则山体陡峭。湖岸上分布着多条非常明显的同心古岸堤（见卫星影像图），最高的一条高于现湖面90米，显示出达则错在冰河时期无论面积、水深均远甚于当前。
达则错地处干旱、寒冷的北羌塘，年均气温0~2.0度，年降水量仅200毫米，湖水补给主要依赖波仓藏布（又名莫昌藏布）、那若曲。波仓藏布发源于藏北高原中部的雪山，长约200公里。